# جسی جیمز دکر
جسی جیمز دکر (انگلیسی: Jessie James Decker؛ زادهٔ ۱۲ آوریل ۱۹۸۸) یک موسیقی‌دان اهل ایالات متحده آمریکا است. وی از سال ۲۰۰۸ میلادی تاکنون مشغول فعالیت بوده‌است.